# Distretto di Crucero
Il distretto di Crucero è un distretto del Perù, facente parte della provincia di Carabaya, nella regione di Puno.